# Oud- en Nieuw-Gastel
Oud- en Nieuw-Gastel è un'ex-municipalità dei Paesi Bassi situata nella provincia del Brabante Settentrionale. Soppressa il 1º gennaio 1997, il suo territorio, insieme a quello delle municipalità di Hoeven e Oudenbosch è andato a formare la nuova municipalità di Halderberge.